# Consulat général de Chine à Lyon
Le consulat général de Chine à Lyon est une représentation consulaire de la République populaire de Chine en France. Il est situé au 69 rue Duquesne, à Lyon, en région Auvergne-Rhône-Alpes.